# جاوا وان

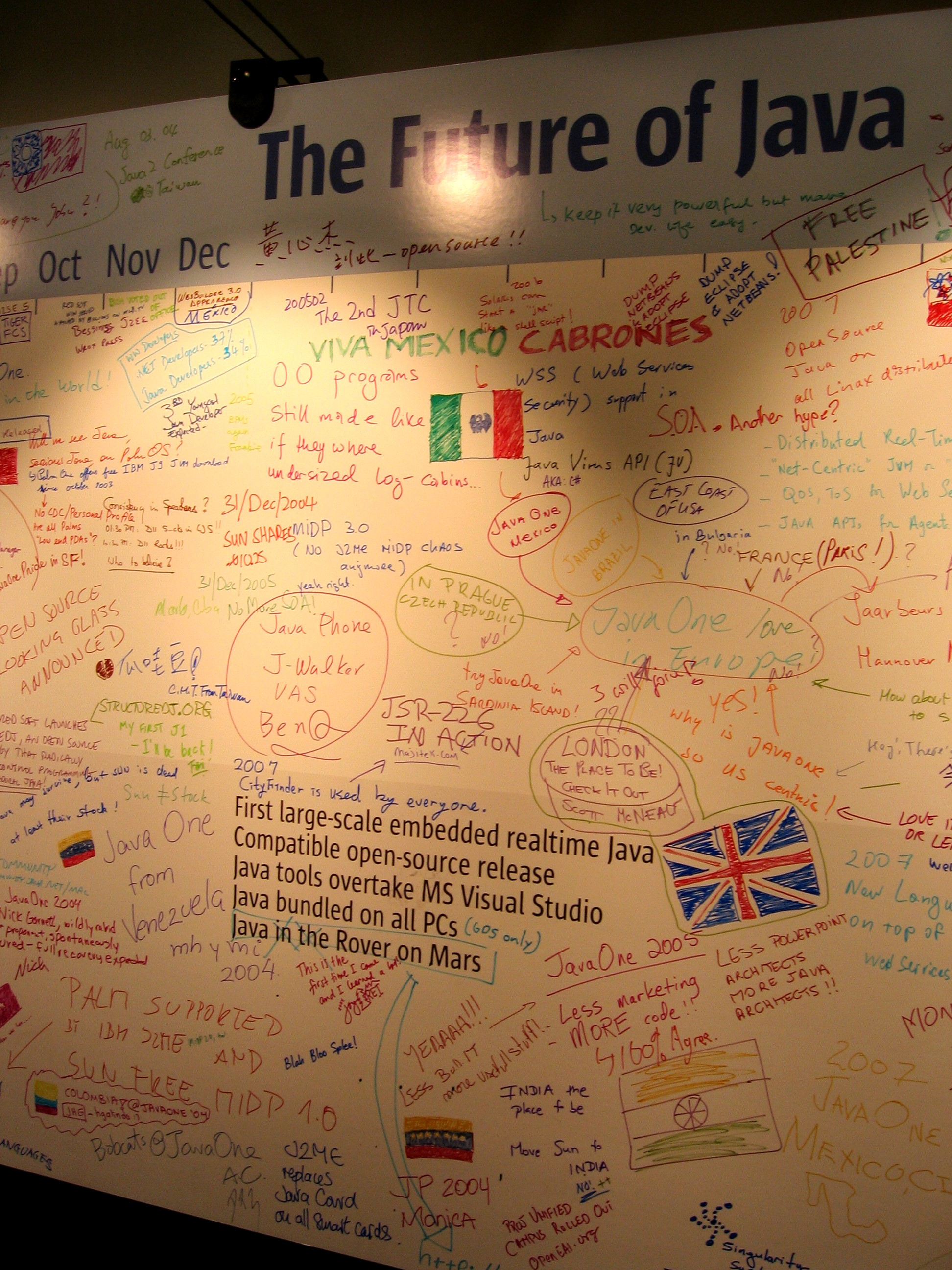
حضار در کنفرانس جاوا وان ۲۰۰۴ دیدگاهشان دربارهٔ آینده جاوا را بر روی تخت‌سفید نوشته‌اند.

جاوا وان (به انگلیسی: JavaOne) کنفرانس سالیانه‌ای است که از سوی شرکت سان میکروسیستمز در سال ۱۹۹۶ بنیان نهاده شده تا محفلی برای بحث دربارهٔ فناوری جاوا باشد. افراد شرکت‌کننده در این مراسم توسعه‌گران و محققان طراز اول جاوا هستند. جاوا وان عموماً در سان فرانسیسکو کالیفرنیا و بین روزهای دوشنبه تا پنج شنبه برگزار می‌شود. نشست‌های فنی با محوریت گوناگونی نیز در خلال این رویداد برگزار می‌شود.
برای حضور در نشست‌های فنی، سخنرانی، نمایشگاه‌ها و کارگاه‌های مراسم نیاز به داشتن دعوت‌نامه‌ای است که ورودی آن بین ۱۹۹۵ تا ۲۷۹۵ دلار متغیر است.
در سال ۱۹۹۹ کنفرانس میزبان رویداد به نام هکتون بود که توسط جان گیج برگزار شد. در این مراسم، حضار برنامه‌ایی به زبان جاوا برای دستگاهِ جدیدِ پالم وی نوشتند تا بتواند از طریق پورت فراسرخ با سایر دستگاه‌ها ارتباط برقرار نموده و در اینترنت خود را ثبت نمایند.
در کنفرانس سال ۲۰۰۸، ۶۷ نفر از حضار دچار بیماری ویروسی شدند.
جاوا وان ۲۰۱۰، اولین کنفرانس بود که پس خریداری شدن سان مایکروسیستمز توسط اوراکل، بین ۱۹ تا ۲۳ سپتامبر و در خلال کنفرانس اوراکل اپن‌ورلد (جهانِ باز اوراکل)، برگزار شد.

## دستگاه مورد نمایش

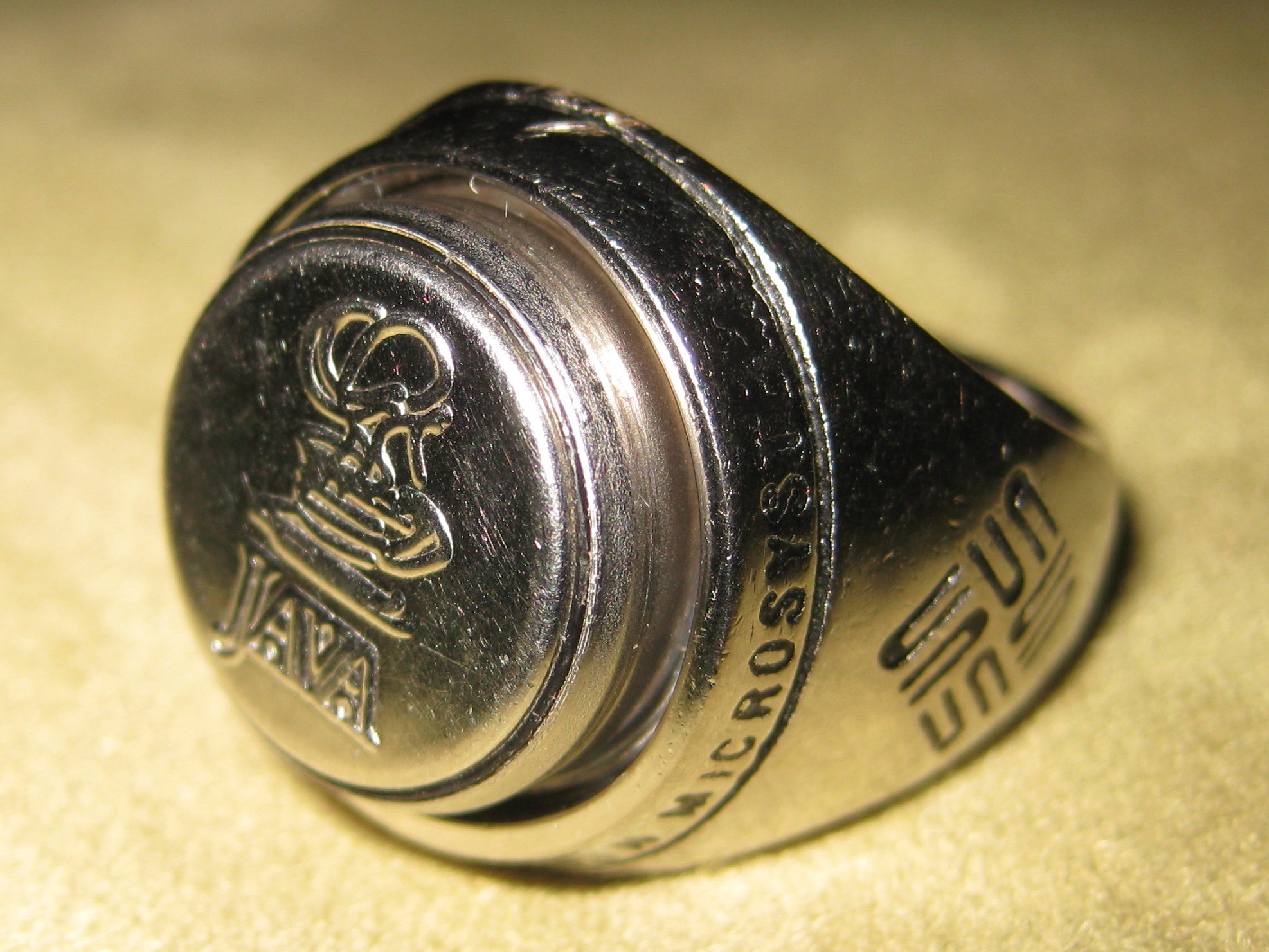
Java ring

هر سال در کنفرانس یک دستگاه جدید به عنوان کار برجسته و پیش از عرضه عمومی، به حضار نمایش داده می‌شد.
- ۱۹۹۸: جاوا رینگ
- ۱۹۹۹: پالم وی[۳]
- ۲۰۰۰
- ۲۰۰۱
- ۲۰۰۲: شارپ زاروس[۴]
- ۲۰۰۳
- ۲۰۰۴: پد خانگی، یک دستگاه پخش‌کننده آهنگ بیسیم از گلولبز[۵]
- ۲۰۰۵
- ۲۰۰۶: ساوالژ، گوشی موبایل
- ۲۰۰۷: آراس مدیا، ربات برنامه‌ریزی
- ۲۰۰۸: سنتیلا پرک کیت، پلاس اسماتر پن (قلم هوشمند)، سونی اریکسون کا۸۵۰آی
- ۲۰۰۹: اچ‌تی‌سی دایاموند با نصب جاوا اف‌ایکس

## جمعیت یکتا
جمعیت یکتا یا CommunityOne، که بین ۲۰۰۷ تا ۲۰۰۹ به عنوان یک رویداد برگزار می‌شد؛ که حول محور افزایش توسعه برنامه جمعیت جاوا به سمت مرزهای آزاد و متن‌باز بود.
در سال ۲۰۰۹، این رویداد به شهرهای دیگر از جمله نیویورک (۱۸–۱۹ مارس)، اسلو(۱۵ آوریل) نیز بسط داده شد.
این رویداد پس از خریدن سان توسط اوراکل از برنامه‌ها حذف شد.

## رویداد در سال ۲۰۱۲
مراسم در سال ۲۰۱۲ با پشتیبانی شرکت‌هایی چون آی‌بی‌ام، جی فراگ، ای‌ام‌دی، لایف ری و کلاود بیز بین ۳۰ سپتامبر تا ۴ اکتبر ۲۰۱۲ برگزار شد.

## پیوند
- وب سایت جاوا وان
- جاوا وان ۲۰۰۹، پوشش بلاگی
- زمان‌بندی مراسم در سال ۲۰۱۲
- کمیته برگزای مراسم ۲۰۱۲